# Yianna Terzi
Yianna Terzi (grekiska: Γιάννα Τερζή), född 1 december 1980 i Thessaloniki, är en grekisk sångerska och låtskrivare. Hon representerade Grekland i Eurovision Song Contest 2018 med låten "Oneiro mou".

## Biografi
Terzi är dotter till den grekiska sångaren Paschalis Terzis. Vid 20 års ålder, flyttade hon till Aten för att ägna sig åt en musikkarriär, hon släppte albumet Gyrna to kleidi år 2006 genom Cobalt Music. Hon kontrakterades av skivbolaget Minos EMI och släppte albumet Ase me na taxidepso under 2008 tillsammans med en singel med samma namn. Terzi flyttade senare till USA och arbetade som talangscout för Interscope Records.